# برج إم بي بي جيه
برج إم بي بي جيه (المعروف سابقًا باسم Menara MPPJ) هو معلم رئيسي في بيتالينج جايا، سيلانجور، ماليزيا. يضم العديد من المرافق التجارية، وهو أحد أقدم ناطحات السحاب في المدينة. يقع في مدينة بيتالينح جايا الجديدة.
تم بناء البرج من قبل شركة بروميت بيرهاد، وهي شركة منصات نفطية وبناء، بتكلفة 50 مليون رينغيت ماليزي، وكان من المتوقع أن يكتمل بحلول مايو 1985. يستخدم البرج، وهو الأول من نوعه الذي يتم بناؤه من قبل سلطة محلية، في توليد الدخل. من المتوقع أن يوفر كل طابق مستأجر حوالي 500 ألف رينغيت ماليزي سنويًا. تم افتتاح المبنى رسميًا في أكتوبر 1987 من قبل السلطان المرحوم صلاح الدين عبد العزيز شاه من سيلانجور.